# Delfo Bellini
Delfo Bellini (Rivarolo Ligure, 13 gennaio 1900 – Pavia, 11 settembre 1953) è stato un calciatore e allenatore di calcio italiano, di ruolo difensore.
Fu il terzino titolare del Genoa degli ultimi scudetti, componendo assieme al portiere De Prà ed al "figlio di Dio" Renzo De Vecchi una tenace linea difensiva. Nella prima parte del torneo 1922-1923 fu schierato mezzala, mentre il ruolo di terzino veniva ricoperto da Moruzzi.

## Biografia
Il suo vero cognome era Bellino ma decise di presentare all'anagrafe del Comune l'istanza di variazione. Il suo nome registrato all'anagrafe era Antonio Giovanni Battista Delfo.

## Carriera

### Club
Cresciuto nella Rivarolese, esordì nel 1919 in Prima divisione con la maglia della Sampierdarenese, passando successivamente alla Sestrese.

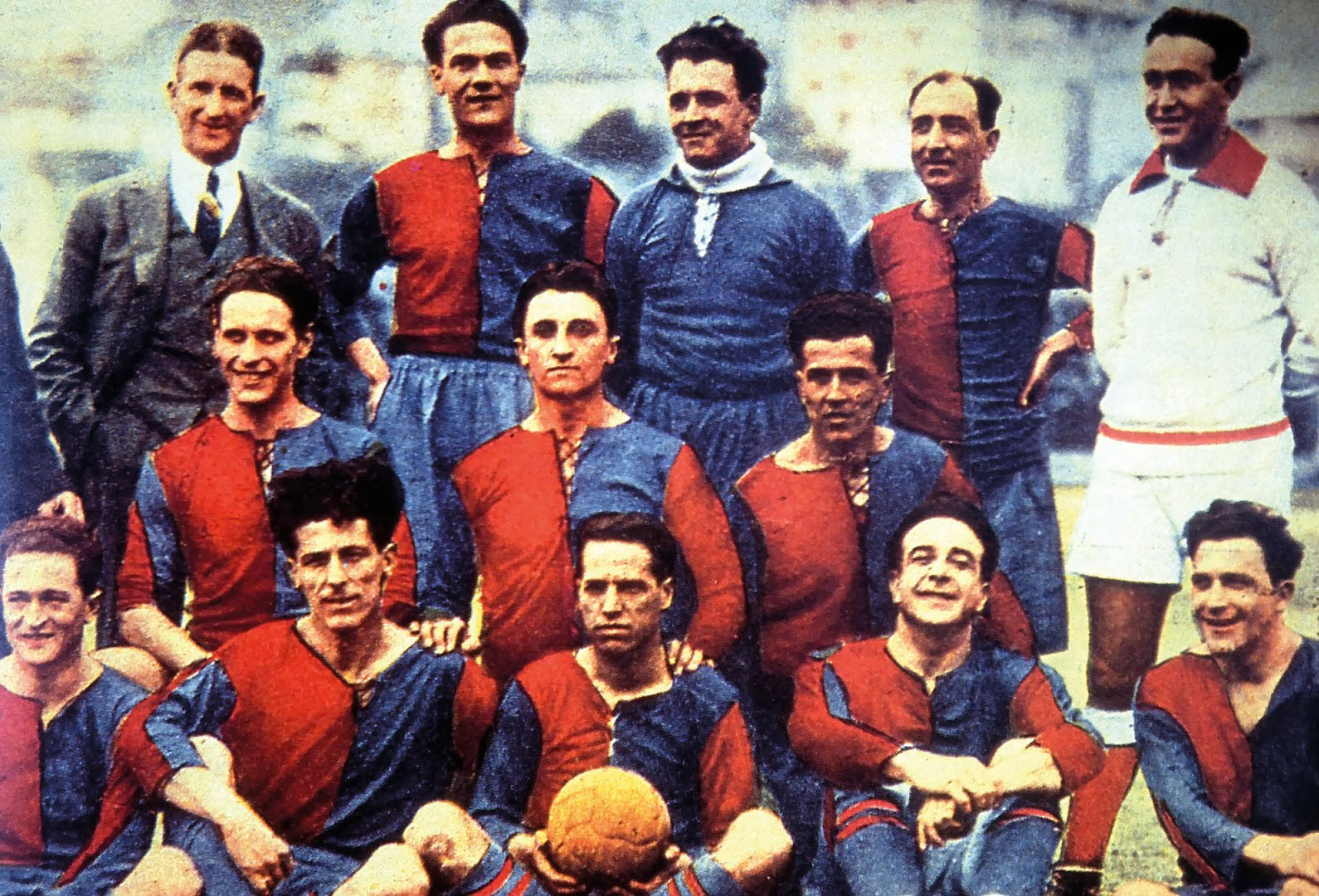
Bellini (in piedi, secondo da sinistra) nel Genoa campione d'Italia della stagione 1923-1924

Viene notato dallo staff tecnico del Genoa ed acquistato dalla dirigenza rossoblù nell'estate del 1921. Il suo esordio in campionato con i rossoblu avviene l'8 ottobre 1922, nella partita contro il Milan. I genovesi s'impongono per 4-1, e Bellini, schierato nel quintetto offensivo, marca la terza rete per i genoani al 58' minuto.
In quella stagione il club conquista lo scudetto ripetendolo anche nell'anno seguente.
Dopo il noto spareggio delle cinque partite col Bologna, nel quale sfuggì ai Grifoni la possibile vittoria del decimo titolo, il venticinquenne passò all'Internazionale di Milano per due stagioni. Nel 1927 ritornò ancora al Genoa per un campionato, durante il quale collezionò 9 presenze segnando un gol.
Chiuse la carriera nel 1930, indossando per due stagioni, con poche presenze, la maglia nero-verde della Dominante, una società nata dalla fusione dell'Andrea Doria con la Sampierdarenese un anno prima.

### Nazionale
Collezionò 8 presenze con la Nazionale maggiore, con la cui maglia esordì il 23 novembre 1924 a Duisburg (Germania-Italia 0-1), prendendo parte alla finale per il terzo posto alla IX Olimpiade, ad Amsterdam, il 9 giugno 1928, conclusasi con una vittoria degli azzurri sull'Egitto per 11-3. Bellini disputò anche 2 gare nella Nazionale B dell'Italia, fra cui la prima disputata in assoluto dalla selezione, il 17 aprile 1927 in trasferta contro la Nazionale maggiore del Lussemburgo, battuta 5-1.

## Statistiche

### Presenze e reti nei club
| Stagione          | Squadra           | Campionato | Campionato | Campionato |
| Stagione          | Squadra           | Comp       | Pres       | Reti       |
| ----------------- | ----------------- | ---------- | ---------- | ---------- |
| 1919-1920         | Sampierdarenese   | 1ª Cat     | 11         | 1          |
| 1920-1921         | Sampierdarenese   | 1ª Cat     | -          | -          |
| 1921-1922         | Sestrese          | 1ª Cat     | 9          | 0          |
| 1922-1923         | Genoa             | 1ª Div     | 11         | 4          |
| 1923-1924         | Genoa             | 1ª Div     | 22         | 0          |
| 1924-1925         | Genoa             | 1ª Div     | 23         | 0          |
| 1925-1926         | Inter             | 1ª Div     | 20         | 1          |
| 1926-1927         | Inter             | 1ª Div     | 28         | 0          |
| 1927-1928         | Genoa             | DN         | 9          | 1          |
| 1928-1929         | La Dominante      | DN         | 3          | 0          |
| 1929-1930         | La Dominante      | DN         | 4          | 1          |
| Totale Campionato | Totale Campionato |            | 140        | 8          |

### Cronologia presenze e reti in Nazionale
| Cronologia completa delle presenze e delle reti in nazionale ― Italia | Cronologia completa delle presenze e delle reti in nazionale ― Italia | Cronologia completa delle presenze e delle reti in nazionale ― Italia | Cronologia completa delle presenze e delle reti in nazionale ― Italia | Cronologia completa delle presenze e delle reti in nazionale ― Italia | Cronologia completa delle presenze e delle reti in nazionale ― Italia | Cronologia completa delle presenze e delle reti in nazionale ― Italia | Cronologia completa delle presenze e delle reti in nazionale ― Italia |
| Data                                                                  | Città                                                                 | In casa                                                               | Risultato                                                             | Ospiti                                                                | Competizione                                                          | Reti                                                                  | Note                                                                  |
| --------------------------------------------------------------------- | --------------------------------------------------------------------- | --------------------------------------------------------------------- | --------------------------------------------------------------------- | --------------------------------------------------------------------- | --------------------------------------------------------------------- | --------------------------------------------------------------------- | --------------------------------------------------------------------- |
| 23/11/1924                                                            | Duisburg                                                              | Germania                                                              | 0 – 1                                                                 | Italia                                                                | Amichevole                                                            | -                                                                     |                                                                       |
| 04/11/1925                                                            | Padova                                                                | Italia                                                                | 2 – 1                                                                 | Jugoslavia                                                            | Amichevole                                                            | -                                                                     |                                                                       |
| 08/11/1925                                                            | Budapest                                                              | Ungheria                                                              | 1 – 1                                                                 | Italia                                                                | Amichevole                                                            | -                                                                     |                                                                       |
| 18/04/1926                                                            | Zurigo                                                                | Svizzera                                                              | 1 – 1                                                                 | Italia                                                                | Amichevole                                                            | -                                                                     |                                                                       |
| 09/05/1926                                                            | Milano                                                                | Italia                                                                | 3 – 2                                                                 | Svizzera                                                              | Amichevole                                                            | -                                                                     |                                                                       |
| 29/05/1927                                                            | Bologna                                                               | Italia                                                                | 2 – 0                                                                 | Spagna                                                                | Amichevole                                                            | -                                                                     |                                                                       |
| 22/04/1928                                                            | Gijón                                                                 | Spagna                                                                | 1 – 1                                                                 | Italia                                                                | Amichevole                                                            | -                                                                     |                                                                       |
| 10/06/1928                                                            | Amsterdam                                                             | Egitto                                                                | 3 – 11                                                                | Italia                                                                | Olimpiadi 1928 - Finale 3º e 4º posto                                 | -                                                                     | 3º Posto                                                              |
| Totale                                                                |                                                                       | Presenze                                                              | 8                                                                     |                                                                       | Reti                                                                  | -                                                                     |                                                                       |